# Премия «Грэмми» за лучшую танцевальную запись
«Грэмми» в номинации «Лучшая танцевальная запись» присуждается с 1998 года. Ежегодно Национальная академия искусства и науки звукозаписи США выбирала несколько претендентов за «художественные достижения, техническое мастерство и значительный вклад в развитие звукозаписи без учёта продаж альбома (сингла) и его позиции в чартах».
Хотя она была не первой кто предложил официально признать жанр «танцевальной музыки», Эллин Харрис и её Комитет по Продвижению Танцевальной музыки лоббировали эту идею больше двух лет, дабы убедить Национальную Академию сделать это. Некоторые члены академии были категорически против, мотивируя тем, что танцевальная музыка, с её обильным использованием семплов и ремиксов и многочисленностью жанров — «отсутствием мелодии или лирики» — не может считаться музыкой в полном смысле этого слова. Другие были обеспокоены, что танцевальная музыка не станет «жанром долгожителем», опасаясь, что категория вскоре исчезнет (как и интерес публики к этой музыке), как это было с номинацией за «Лучшую запись в жанре диско», которая вручалась лишь единожды, в 1980 году.
В 1998 году усилиями Харрис, академия впервые вручила награду на юбилейной, 40-й церемонии премии «Грэмми». В то время, как некоторые члены академии испытывали скепсис по этому поводу: «мы считаем танцевальная музыка — это то, что поп-музыканты сочиняют лишь в легкомысленных побуждениях», Айван Бернштейн, исполнительный директор Флоридского филиала организации, настаивал, что о награде за выдающиеся достижения в танцевальной музыке не было бы и речи «если бы у академии возникали какие-то сомнения по поводу качества танцевальных записей».
Первыми победителями в этой номинации стали Донна Саммер и Джорджио Мородер с песней «Carry On». В 2003 году руководство академии переместили эту номинацию из жанра «поп-музыка» в совершенно новую — «танцевальная музыка», которая также включает категорию «Лучший танцевальный/электронный альбом». Согласно описанию номинации, награда присуждается сольным исполнителям, дуэтам, группам или совместным выступлениям музыкантов (вокальным или инструментальным), в формате сингла или альбомного трека. Довольно часто, среди лауреатов были продюсеры или звукоинженеры, связанные с номинированной работой, помимо самих музыкантов.
Скриллекс и Джастин Тимберлейк — единственные обладатели этой награды более одного раза. Американские музыканты побеждали в этой категории больше, чем артисты любой другой страны, тем не менее, среди победителей были: шестеро представителей Великобритании, и по одному — уроженцы Австралии, Багамских Островов, Барбадоса, Франции, Германии и Италии. Мадонна обладает рекордом по количеству номинаций — всего пять. Глория Эстефан стала рекордсменкой по количеству номинаций без побед — три раза.
Номинантами были произведения, изданные в предыдущий календарный год, относительно текущей церемонии «Грэмми».

## Список лауреатов
| \| Год[I] \| Победитель(ли) \| Страна \| Музыкальное произведение \| Номинанты[II] \| Ссылка \| \| ------ \| --------------------------------------------- \| ----------------------- \| ----------------------------------------------- \| ----------------------------------------------------------------------------- \| -------- \| \| 1998 \| Донна Саммер и Джорджио Мородер \| США · Италия \| «Carry On» \| - Quad City DJ's[англ.] — «Space Jam» \| [5] \| \| 1999 \| Мадонна \| США \| «Ray of Light» \| - Синди Лопер — «Disco Inferno[англ.]» \| [6] \| \| 2000 \| Шер \| США \| «Believe» \| - Донна Саммер — «I Will Go with You (Con te partirò)» \| [7] \| \| 2001 \| Baha Men \| Багамские Острова \| «Who Let the Dogs Out?[англ.]» \| - Moby — «Natural Blues» \| [8] \| \| 2002 \| Джанет Джексон \| США \| «All for You» \| - Лайонел Ричи — «Angel» \| [9] \| \| 2003 \| Dirty Vegas \| Великобритания \| Days Go By[англ.] \| - No Doubt — «Hella Good» \| [10] \| \| 2004 \| Кайли Миноуг \| Австралия \| «Come into My World» \| - Télépopmusik — «Breathe[англ.]» \| [11] \| \| 2005 \| Бритни Спирс \| США \| «Toxic» \| - The Chemical Brothers — «Get Yourself High» \| [12] \| \| 2006 \| The Chemical Brothers и Q-Tip \| Великобритания США \| «Galvanize» \| - New Order — «Guilt Is a Useless Emotion[англ.]» \| [13] \| \| 2007 \| Джастин Тимберлейк и Тимбалэнд \| США \| «SexyBack» \| - Pet Shop Boys — «I’m with Stupid» \| [14] \| \| 2008 \| Джастин Тимберлейк \| США \| «LoveStoned/I Think She Knows» \| - The Chemical Brothers — «Do It Again» \| [15] \| \| 2009 \| Daft Punk \| Франция \| «Harder, Better, Faster, Stronger (live, 2007)» \| - Сэм Спарро — «Black and Gold[англ.]» \| [16] \| \| 2010 \| Леди Гага \| США \| «Poker Face» \| - The Black Eyed Peas — «Boom Boom Pow» \| [17] \| \| 2011 \| Рианна \| Барбадос \| «Only Girl (In the World)» \| - Робин — «Dancing on My Own» \| [18] \| \| 2012 \| Скриллекс \| США \| «Scary Monsters and Nice Sprites[англ.]» \| - Swedish House Mafia — «Save the World[англ.]» \| [19] \| \| 2013 \| Скриллекс и Sirah \| США \| «Bangarang[англ.]» \| - Эл Уэлсер[англ.] — «I Can't Live Without You[англ.]» \| [20] \| \| 2014 \| Zedd и Foxes \| Германия Великобритания \| «Clarity» \| - Армин Ван Бюрен и Тревор Гютри[англ.] — «This Is What It Feels Like[англ.]» \| [21] \| \| 2015 \| Clean Bandit совместно с Джесс Глинн \| Великобритания \| «Rather Be[англ.]» \| - Zhu — «Faded[англ.]» \| [22] \| \| 2016 \| Скриллекс и Дипло при участии Джастина Бибера \| США \| «Where Are Ü Now» \| - Galantis — «Runaway (U & I)» \| [23] \| \| 2017 \| The Chainsmokers совместно с Daya \| США \| «Don’t Let Me Down» \| - Sofi Tukker — «Drinkee» \| [24] \| \| 2018 \| LCD Soundsystem \| США \| «Tonite[англ.]» \| - Odesza при участии WYNNE и Mansionair — «Line of Sight» \| [25] \| \| 2019 \| Silk City[англ.], Дуа Липа и Марк Ронсон \| США Великобритания \| «Electricity[англ.]» \| - Virtual Self — «Ghost Voices[англ.]» \| [26][27] \| \| 2020 \| The Chemical Brothers \| Великобритания \| «Got to Keep On» \| - Скриллекс и Boys Noize[англ.] совместно с Ty Dolla $ign — «Midnight Hour» \| [28] \| \| 2021 \| Kaytranada при участии Кали Учис \| Канада \| «10%» \| - Jayda G[англ.] — «Both of Us» \| [29] \| \| 2022 \| Rüfüs Du Sol \| Флаг Австралии \| «Alive[англ.]» \| - Tiësto — The Business \| [30] \| \| 2023 \| Бейонсе \| Флаг США \| «Break My Soul» \| - Rüfüs Du Sol — «On My Knees[англ.]» \| [31] \| \| 2024 \| Скриллекс, Fred Again и Flowdan[англ.] \| Флаг США \| «Rumble[англ.]» \| - Romy[англ.] и Fred Again— «Strong[англ.]» \| [32] \| \| 2025 \| Justice и Tame Impala \| Франция— Австралия \| «Neverender» \| - Kaytranada и Childish Gambino— «Witchy» \| [33] \| |                                               |                         |                                                 |                                                                      |               |
| Год[I] | Победитель(ли)                                | Страна                  | Музыкальное произведение                        | Номинанты[II]                                                        | Ссылка        |
| 1998 | Донна Саммер и Джорджио Мородер               | США · Италия            | «Carry On»                                      | - Quad City DJ's — «Space Jam»                                       | [ 5 ]         |
| 1999 | Мадонна                                       | США                     | «Ray of Light»                                  | - Синди Лопер — «Disco Inferno»                                      | [ 6 ]         |
| 2000 | Шер                                           | США                     | «Believe»                                       | - Донна Саммер — «I Will Go with You (Con te partirò)»               | [ 7 ]         |
| 2001 | Baha Men                                      | Багамские Острова       | «Who Let the Dogs Out?»                         | - Moby — «Natural Blues»                                             | [ 8 ]         |
| 2002 | Джанет Джексон                                | США                     | «All for You»                                   | - Лайонел Ричи — «Angel»                                             | [ 9 ]         |
| 2003 | Dirty Vegas                                   | Великобритания          | Days Go By                                      | - No Doubt — «Hella Good»                                            | [ 10 ]        |
| 2004 | Кайли Миноуг                                  | Австралия               | «Come into My World»                            | - Télépopmusik — «Breathe»                                           | [ 11 ]        |
| 2005 | Бритни Спирс                                  | США                     | «Toxic»                                         | - The Chemical Brothers — «Get Yourself High»                        | [ 12 ]        |
| 2006 | The Chemical Brothers и Q-Tip                 | Великобритания США      | «Galvanize»                                     | - New Order — «Guilt Is a Useless Emotion»                           | [ 13 ]        |
| 2007 | Джастин Тимберлейк и Тимбалэнд                | США                     | «SexyBack»                                      | - Pet Shop Boys — «I’m with Stupid»                                  | [ 14 ]        |
| 2008 | Джастин Тимберлейк                            | США                     | «LoveStoned/I Think She Knows»                  | - The Chemical Brothers — «Do It Again»                              | [ 15 ]        |
| 2009 | Daft Punk                                     | Франция                 | «Harder, Better, Faster, Stronger (live, 2007)» | - Сэм Спарро — «Black and Gold»                                      | [ 16 ]        |
| 2010 | Леди Гага                                     | США                     | «Poker Face»                                    | - The Black Eyed Peas — «Boom Boom Pow»                              | [ 17 ]        |
| 2011 | Рианна                                        | Барбадос                | «Only Girl (In the World)»                      | - Робин — «Dancing on My Own»                                        | [ 18 ]        |
| 2012 | Скриллекс                                     | США                     | «Scary Monsters and Nice Sprites»               | - Swedish House Mafia — «Save the World»                             | [ 19 ]        |
| 2013 | Скриллекс и Sirah                             | США                     | «Bangarang»                                     | - Эл Уэлсер — «I Can't Live Without You»                             | [ 20 ]        |
| 2014 | Zedd и Foxes                                  | Германия Великобритания | «Clarity»                                       | - Армин Ван Бюрен и Тревор Гютри — «This Is What It Feels Like»      | [ 21 ]        |
| 2015 | Clean Bandit совместно с Джесс Глинн          | Великобритания          | «Rather Be»                                     | - Zhu — «Faded»                                                      | [ 22 ]        |
| 2016 | Скриллекс и Дипло при участии Джастина Бибера | США                     | «Where Are Ü Now»                               | - Galantis — «Runaway (U & I)»                                       | [ 23 ]        |
| 2017 | The Chainsmokers совместно с Daya             | США                     | «Don’t Let Me Down»                             | - Sofi Tukker — «Drinkee»                                            | [ 24 ]        |
| 2018 | LCD Soundsystem                               | США                     | «Tonite»                                        | - Odesza при участии WYNNE и Mansionair — «Line of Sight»            | [ 25 ]        |
| 2019 | Silk City, Дуа Липа и Марк Ронсон             | США Великобритания      | «Electricity»                                   | - Virtual Self — «Ghost Voices»                                      | [ 26 ] [ 27 ] |
| 2020 | The Chemical Brothers                         | Великобритания          | «Got to Keep On»                                | - Скриллекс и Boys Noize совместно с Ty Dolla $ign — «Midnight Hour» | [ 28 ]        |
| 2021 | Kaytranada при участии Кали Учис              | Канада                  | «10%»                                           | - Jayda G — «Both of Us»                                             | [ 29 ]        |
| 2022 | Rüfüs Du Sol                                  | Флаг Австралии          | «Alive»                                         | - Tiësto — The Business                                              | [ 30 ]        |
| 2023 | Бейонсе                                       | Флаг США                | «Break My Soul»                                 | - Rüfüs Du Sol — «On My Knees»                                       | [ 31 ]        |
| 2024 | Скриллекс, Fred Again и Flowdan               | Флаг США                | «Rumble»                                        | - Romy и Fred Again— «Strong»                                        | [ 32 ]        |
| 2025 | Justice и Tame Impala                         | Франция— Австралия      | «Neverender»                                    | - Kaytranada и Childish Gambino— «Witchy»                            | [ 33 ]        |

- ↑  Ссылка на церемонию «Грэмми», прошедшую в этом году.
- ↑  Кавычками обозначены — песни (синглы), курсивом — альбомы.